# Nottamun Town
Nottamun Town è una canzone popolare inglese presumibilmente risalente al tardo periodo medievale. È molto popolare anche negli Stati Uniti nella zona dei monti Appalachi.

## Il brano
Il brano venne scoperto in alcune località dei monti Appalachi, e l'arcaicità della canzone suggerì che fosse stata diffusa in America dall'Inghilterra. Fu messa su nastro dalla cantante folk Jean Ritchie.
Bob Dylan utilizzò la melodia di Nottamun Town per la sua canzone del 1963 Masters of War inserita nell'album The Freewheelin' Bob Dylan.
In maniera simile Iain Matthews utilizzò la melodia per la sua So Many Eyes nell'album del 1996 God Looked Down. Tuttavia, altro precedente si ebbe nel disco Second Spring (1969) sulla traccia Southern Comfort scritta da Sylvia Tyson.

### Origini e versione
La canzone è popolare nella zona delle Midlands, particolarmente nel Nottinghamshire, Leicestershire, Southern Yorkshire e Northamptonshire, il che ha portato ad ipotizzare che Nottamun sia una contrazione per Nottingham.

### Testo
In fair Nottamun Town, not a soul would look up 

Not a soul would look up, not a soul would look down

Not a soul would look up, not a soul would look down

To show me the way to fair Nottamun Town
I rode a grey horse, a mule roany mare

Grey mane and grey tail, green striped on his back

Grey mane and grey tail, green striped on his back

There wa'nt a hair on her be-what was coal black
She stood so still, She threw me to the dirt

She tore -a my hide, and she bruised my shirt

From saddle to stirrup I mounted again

And on our ten toes we rode over the plain
Met the King and the Queen and the company more

Came a riding behind and a walking before

Come a stark naked drummer, -a beating a drum

With his heels in his bosom come marching along
They laughed and they smiled, not a soul did look gay

They talked all the while, not a word they did say

I bought me a quart to drive gladness away

And to stifle the dust, for it rained the whole day
Sat down on a hard, hot cold frozen stone

Ten thousand stood round me yet I's alone

Took my hat in my hand, for to keep my head warm

Ten thousand got drowned that never was born

## Cover
Esistono molte versioni del brano, le più conosciute sono quelle dei Fairport Convention e di Bert Jansch. L'artista folk Steve Tilston ne incise una versione con un nuovo testo contemporaneo nel suo album del 2011 The Reckoning. Il trio folk inglese Lady Maisery registrò una versione della canzone, intitolata Nottamun Fair, inclusa nell'album Weave and Spin (2011).